# Reizstufenregel
Die Reizstufenregel, auch Roux-Prinzip genannt, ist eine der wesentlichen Regeln der Trainingslehre im Sport.

## Beschreibung
Der menschliche Organismus passt sich den Belastungen an, denen er ausgesetzt ist. Wird ein bestimmter Muskel regelmäßig stark beansprucht, so passt er sich diesen Belastungen an und wird stärker. Wird er weniger belastet, so bildet er sich zurück. Damit ein Muskel, beziehungsweise der gesamte Organismus, sich in seiner sportlichen Leistungsfähigkeit steigern kann, benötigt er Trainingsreize. Diese Reize müssen eine individuelle – vor allem vom Trainingszustand abhängige – Schwelle überschreiten, um wirksam zu sein. Der Trainingsreiz darf aber auch nicht zu stark sein, da sonst eine Funktionsschädigung stattfindet. Die 1895 von dem deutschen Anatom Wilhelm Roux aufgestellte Reizstufenregel teilt die Trainingsreize in vier Gruppen ein:
- unterschwellige Reize: diese Reize sind für eine Leistungsverbesserung ungeeignet.
- schwach überschwellige Reize: diese Trainingsreize sind funktionserhaltend.
- stark überschwellige Reize, auch adaptive bzw. optimale Reize genannt: hier findet eine Leistungssteigerung durch Superkompensation statt. Diese Reize lösen physiologische und anatomische Veränderungen aus.
- zu starke Reize (Übertraining): das Leistungsniveau sinkt.

Die Auswirkungen gleicher Reize können je nach Trainingszustand völlig unterschiedliche Auswirkungen haben. So kann das gleiche Training beispielsweise bei einem untrainierten Freizeitsportler eine deutliche Leistungssteigerung bewirken, während es bei einem Leistungssportler nur unterschwellig wirkt und so noch nicht einmal zu Leistungserhaltung beiträgt. Der Belastungsreiz muss daher immer dem Trainingszustand des Sportlers angepasst werden, um eine Leistungssteigerung zu erreichen. Dabei gibt es allerdings eine individuelle Obergrenze, bei der das Leistungspotential des Sportlers ausgeschöpft ist und auch optimale Trainingsreize zu keiner weiteren Leistungsverbesserung führen. Der Athlet ist dann austrainiert.
Das sogenannte Reizschwellengesetz besagt, dass ein Reiz für eine Trainingswirksamkeit einen kritischen Schwellenwert überschreiten muss, damit es zu einer Anpassungsreaktion kommt. Das entsprechende Trainingsprinzip wird als Prinzip des wirksamen Belastungsreizes bezeichnet.